# Îles Mangsee
Les îles Mangsee sont un groupe de deux petites îles situées à l’extrême sud-ouest des Philippines. Le groupe comprend l’île de Mangsee Nord et l’île de Mangsee Sud. Ensemble, elles forment un barangay au sein de Balabac, une municipalité de la province de Palawan. D’après le recensement de 2010, la population des îles Mangsee était de 8433 habitants. Au moment du recensement de 2015, la population est passée à 9016 habitants.

## Histoire
Avec les îles de la Tortue, le barangay jouit de la particularité historique d’être un territoire qui n’était pas sous administration philippine au moment de l’indépendance en 1946. Cela est dû à leur histoire unique. Par un traité international conclu en 1930 entre les États-Unis (en ce qui concerne leur territoire d'outre-mer, les îles Philippines) et le Royaume-Uni (en ce qui concerne son protectorat de l’époque, l’État de Bornéo du Nord), les deux puissances sont convenues des frontières internationales entre ces territoires respectifs. Dans ce traité, le Royaume-Uni a également reconnu que les îles de la Tortue ainsi que les îles Mangsee faisaient partie de l’archipel des Philippines et relevaient donc de la souveraineté des États-Unis. Cependant, par un traité international supplémentaire conclu en même temps, les deux puissances sont convenues que ces îles, bien que faisant partie de l’archipel philippin, resteraient sous l’administration de la North Borneo Chartered Company. Le traité supplémentaire prévoyait que la North Borneo Chartered Company continuerait à administrer ces îles jusqu’à ce que le gouvernement des États-Unis donne au Royaume-Uni fasse la demande que l’administration des îles soit transférée aux États-Unis. Les États-Unis n’ont jamais fait une telle demande. Le 4 juillet 1946, la République des Philippines est née. Elle est devenue le successeur des États-Unis en vertu des traités de 1930. Le 15 juillet 1946, le Royaume-Uni annexa l’État de Bornéo du Nord et devint sa puissance souveraine. Le 19 septembre 1946, la République des Philippines notifia au Royaume-Uni qu’elle souhaitait reprendre l’administration des îles de la Tortue et des îles Mangsee. En vertu d’un accord international supplémentaire, le transfert de l’administration aux Philippines est entré en vigueur le 16 octobre 1947,.

## Géographie et société
Les îles sont situées dans la mer de Sulu, à l’extrémité sud-ouest du pays, à la limite de la frontière internationale séparant les Philippines et la Malaisie. L’île de Mangsee Sud est la plus grande des deux îles, mais elle est minuscule et ne mesure que 23 hectares. Avec une population de près de 9000 habitants, principalement des musulmans de l’ethnie Sama, les îles sont très densément peuplées. Mangsee Sud abrite la majorité de la population ainsi que des institutions gouvernementales telles qu’une école primaire créée en 1975. Mangsee est plus proche de Sabah, en Malaisie, que de la ville de Balabac, la ville la plus méridionale de Palawan, à laquelle elle appartient administrativement.
Il y a eu des problèmes avec la sécurité de l’approvisionnement en eau des îles jusqu’en février 2022, quand une usine de dessalement de l’eau de mer par osmose inverse a été inaugurée à Mangsee. Comme il n’y a pas d’eau souterraine ou d’eau de surface, le gouvernement provincial a installé des machines de dessalement pour transformer l’eau salée en eau potable. Les mêmes systèmes d’approvisionnement en eau ont été mis en place par le gouvernement provincial à Green Island, Roxas et Cagayancillo, trois endroits où il est difficile d’obtenir de l’eau potable en raison de leur emplacement. Le gouvernement provincial a construit environ 62 projets de systèmes d’eau différents dans les municipalités. Au début, les habitants de Mangsee pouvaient obtenir de l’eau à partir de 15 stations. Le 28 février 2023, le gouvernement provincial de Palawan a annoncé que le projet offre désormais une connexion aux ménages, en plus des services de livraison et de récupération manuelle à partir des centres de distribution. Les raccordements domestiques permettent de fournir directement de l’eau propre et sûre à chaque ménage, a déclaré Palawan Water, le programme du gouvernement provincial qui a mis en œuvre la construction et l’installation du système d’osmose inverse.
En 2000, les îles Mangsee ont été frappées par une épidémie qui a tué environ 200 personnes en l’espace d’environ deux semaines, que l’on croit être causée par le choléra. En 2012, le barangay n’avait toujours pas de médecin résident. En raison de ces problèmes, la plupart des habitants de l’île se font soigner sur l’île voisine de Banggi à Sabah. La contrebande à destination et en provenance de la Malaisie, ainsi que la pêche, sont des activités économiques importantes aux îles Mangsee.

## Accessibilité
L’accès aux îles Mangsee est difficile, car il n’y a pas de moyens de transport réguliers pour se rendre dans la région.